# Georges Descrières
Georges Descrières, nome d'arte di Georges René Bergé (Bordeaux, 15 aprile 1930 – Le Cannet, 19 ottobre 2013), è stato un attore cinematografico, teatrale e televisivo francese.

## Biografia
Si formò al Conservatorio di Bordeaux e al Conservatoire national supérieur d'art dramatique di Parigi, frequentando i corsi di Denis d'Inès e Georges Le Roy.
Il suo debutto nel mondo del cinema risale al 1954 con un piccolo ruolo nel film L'uomo e il diavolo di Claude Autant-Lara. Recitò poi al fianco di Brigitte Bardot in Sexy Girl (1959) e interpretò il ruolo del Conte d'Almaviva ne Le Mariage de Figaro, sotto la direzione di Jean Meyer (1959).
Negli anni sessanta fu interprete accanto ad Anna Karina del film O questa sera o mai (1961) di Michel Deville e legò il suo nome al genere cappa e spada interpretando una versione televisiva de I tre moschettieri nel 1959 e una cinematografica due anni più tardi per la regia di Bernard Borderie: ne I tre moschettieri (1961) recitò nel ruolo di Athos, così come nel successivo La vendetta dei moschettieri, girato nello stesso anno; nel 1978 Descrières interpreterà anche Richelieu nella miniserie televisiva Ce diable d'homme. Apparve poi accanto a Audrey Hepburn in Due per la strada (1967) di Stanley Donen.
Nel 1971 interpretò il ruolo di Luigi XVIII di Francia, per la serie televisiva Schulmeister - Espion de l'Empereur, nell'episodio n. 4, Au pays de l'eau tranquille.
Il ruolo che però più di ogni altro ha contribuito a renderlo famoso, è quello dell'elegante ladro gentiluomo Arsenio Lupin nell'omonima serie televisiva, diffusa in Italia sul secondo canale nazionale dal 1971 al 1974. Dopo il grande successo nei panni dell'ironico, astuto e galante Lupin, Descrières fu protagonista nel ruolo di Sam Kramer in un'altra fortunata serie di telefilm giallo-rosa francese Sam e Sally, a fianco di Corinne Le Poulain prima e di Nicole Calfan poi, antesignana del successivo e più celebre Cuore e batticuore.
Nel 1987 interpretò il ruolo di Alexandre, padre di Alice (Claude Jade) e patrigno di Charles (René Féret) in L'Homme qui n'était pas là, diretto dallo stesso Féret. Per la direzione di Georges Lautner interpretò un attore nel film Le comédien (1996).
Membro della Comédie-Française dal 1955 al 1985, con la prestigiosa compagnia Descrières realizzò numerose pièces teatrali, interpretando decine di ruoli di primo piano. Tra le più famose si ricordano De doux dingues, dalla collezione Au théâtre ce soir, trasmesse alla televisione.
Sposò l'attrice Geneviève Brunet dalla quale ha avuto due figlie: Sylvia Bergé, apprezzata attrice, e Sophie Bergé. Dopo essersi separato si è risposato, ritirandosi dalle scene per andare a vivere nel sud della Francia, presso Grasse, del cui conservatorio fu direttore a metà degli anni novanta.
Nel gennaio del 2004 venne nominato ufficiale della Legion d'Onore dall'allora Presidente della Repubblica francese Jacques Chirac, e nel maggio 2011 ne divenne Grand'Ufficiale.
Malato da tempo, è deceduto a Le Cannet il 19 ottobre 2013.

## Premi
- Secondo premio della commedia tragica con Poliuto (Pierre Corneille)
- Secondo premio della commedia tragica con Le intellettuali (Molière)

## Carriera con la "Comédie-Française"
- Ingaggio: 1º gennaio 1955
- Associazione: 1º gennaio 1958 (430 sociétaire)
- Fuoriuscita dalla compagnia: 31 dicembre 1985
- Attività: 1º gennaio 1955 - 31 dicembre 1985
- Ruoli:

1. Flavian, Horace, Pierre Corneille, scene di Jean Debucourt, 19 gennaio 1955
2. un gentiluomo, Les Amants magnifiques, Molière, m.e.s. Jean Meyer, 26 gennaio 1955
3. un personaggio di Chevoche, L'Annonce faite à Marie, Paul Claudel, m.e.s. Julien Bertheau, 17 gennaio 1955
4. Azarias, Atalia, Jean Racine, m.e.s. Véra Korène, 23 aprile al 21 dicembre 1955
5. Lucien, Le Pavillon des enfants, Jean Sarment, m.e.s. Julien Bertheau, 24 maggio 1955
6. Sillace, Suréna, Pierre Corneille, m.e.s. Maurice Escande, 6 giugno 1955
7. Jacques Hury, L'Annonce faite à Marie, Paul Claudel, m.e.s. Julien Bertheau, 28 giugno 1955
8. Charles, Le Pavillon des enfants, Jean Sarment, m.e.s. Julien Bertheau, 26 giugno 1955
9. il Prevosto dell'Isola, Port-Royal, Henry de Montherlant, m.e.s. Jean Meyer, 29 giugno 1955
10. Marc-Antoine, La Mort de Pompée, Pierre Corneille, m.e.s. Jean Marchat, Orange, 31 luglio 1955; Parigi, il 24 settembre 1955
11. l'Exempt, Tartuffe, Molière, 3 settembre 1955
12. Monsieur de Créancey, Est-il bon, est-il méchant ?, Denis Diderot, m.e.s. Henri Rollan, 24 novembre 1955
13. Gilles de Rais, Jeanne d'Arc, Charles Péguy, m.e.s. Jean Marchat, 30 novembre 1955
14. Guillaume Évrard, Jeanne d'Arc, Charles Péguy, m.e.s. Jean Marchat, 23 febbraio 1956
15. Damis, Les Serments indiscrets, Marivaux, m.e.s. Jean Piat, 17 aprile 1956
16. Polyclète, Cinna, Pierre Corneille, m.e.s. Maurice Escande, 8 giugno 1956
17. Alcippe, Il bugiardo, Pierre Corneille, m.e.s. Jacques Charon, 10 giugno 1956
18. Évandre, Cinna, Pierre Corneille, 21 giugno 1956
19. Dorante, Le Bourgeois gentilhomme, Molière, m.e.s. Jean Meyer, 27 giugno 1956; ripresa, m.e.s. Jean-Louis Barrault, 6 dicembre 1973; ripresa, m.e.s. Jean-Laurent Cochet, 24 settembre 1980
20. de Nanjac, Le Demi-monde, Alexandre Dumas fils, m.e.s. Maurice Escande, 3 ottobre 1956
21. Monsieur de Chavigny, Un caprice, Alfred de Musset, 24 ottobre 1956
22. Procule, Horace, Pierre Corneille, m.e.s. Jean Debucourt, 6 novembre 1956
23. Éraste, Les Fâcheux, Molière, m.e.s. Jacques Charon, 8 novembre 1956
24. il Cavaliere, La Seconde surprise de l'amour, Marivaux, m.e.s. Hélène Perdrière, 11 febbraio 1957
25. Lelio, La Fausse Suivante, Marivaux, 9 marzo 1957 al Castello di Groussay
26. Valentin, Il ne faut jurer de rien, Alfred de Musset, 27 settembre 1957
27. Philippe, Le sexe faible, Édouard Bourdet, m.e.s. Jean Meyer, 12 ottobre 1957
28. il Marchese, La Critique de l'école des femmes, Molière, 17 novembre 1957
29. Crémone, Domino, Marcel Achard, m.e.s. Jean Meyer, 20 dicembre 1957
30. Jacques, Un voisin sait tout, Gérard Bauër
31. Amphitryon, Amphitryon, Molière, 1958
32. il Conte d'Almaviva, Le Mariage de Figaro, Beaumarchais, 1958
33. il Gladiatore, Les Trente Millions de Gladiator, Eugène Labiche
34. Don Rodrigue, Le Cid, Pierre Corneille, 19 mars 1959 (7 fois), 1960 (3 fois), 1961 (1 fois), 1964 (5 fois)
35. il Conte, Il faut q'une porte soit ouverte ou fermée, Alfred de Musset, 1959
36. Henri de Flavigneul, Bataille de dames, Eugène Scribe
37. Marcelin Lézignan, La Jalousie, Sacha Guitry
38. Molière, L'Impromptu de Versailles, Molière
39. Lafont, La Parisienne, Henry Becque, 2 febbraio 1960
40. Polyeucte, Polyeucte, Pierre Corneille, 5 novembre 1960 (4 esibizioni), 1961 (5 esibizioni), 1963 (3 esibizioni), 1964 (2 esibizioni), 1965 (4 esibizioni), 1966 (3 esibizioni)
41. il Marchese, Le Legs, Marivaux
42. Léandre, Les Fourberies de Scapin, Molière, in tournée in Canada e negli Stati Uniti, 1961
43. Valère, Tartuffe, Molière, in tournée in Canada e negli Stati Uniti, 1961
44. il Generale Irrigua, La palla al piede (Un fil à la patte), Georges Feydeau, m.e.s. Jacques Charon, 10 dicembre 1961 (14 esibizioni), 1962 (58 esibizioni), 1963 (8 esibizioni), 1964 (7 esibizioni), 1965 (3 esibizioni)
45. Valère, L'Avare, Molière, m.e.s. Jacques Mauclair, 15 gennaio 1962
46. Roger de Marquet, La Fourmi dans le corps, Jacques Audiberti, 27 marzo 1962
47. Soldignac, Le Dindon, Georges Feydeau, 22 giugno 1963 (nella tournée del 1961)
48. il Conte di Guisa, Cyrano de Bergerac, Edmond Rostand, m.e.s. Jacques Charon, 8 février 1964
49. Pyrrhus, Andromaque, Jean Racine, rielaborato da Pierre Dux, 9 dicembre 1964 (6 esibizioni), 1965 (11 esibizioni), 1966 (8 esibizioni), in tournée nell'URSS, giugno 1964
50. La Grange, La Troupe du Roy, Paul-Émile Deiber, in tournée nell'URSS, giugno 1964
51. il Re di Castiglia, Le Prince travesti, Marivaux, m.e.s. Jacques Charon, 26 aprile 1966
52. Dorante, Le Jeu de l'amour et du hasard, Marivaux, 1º luglio 1966
53. Dom Juan, Dom Juan, Molière, m.e.s. Antoine Bourseiller, dal 4 febbraio 1967 al 27 luglio 1974 (106 esibizioni)
54. Monsieur Floche, Le commissaire est bon enfant, Georges Courteline, m.e.s. Jean-Paul Roussillon, 17 dicembre 1966
55. Trissotin, Les Femmes savantes, Molière (in tournée)
56. Clitandre, Les Femmes savantes, Molière , 1964
57. Théocle, La Princesse d'Élide, Molière, registrazione della televisione, 20 gennaio 1970
58. l'Ufficiale, Le Songe, August Strindberg - Maurice Clavel, m.e.s. Raymond Rouleau, 30 novembre 1970
59. Albert Blondel, La Jalousie, Sacha Guitry, m.e.s. Michel Etcheverry, 19 aprile 1971
60. il Conte, Les Fausses Confidences, Marivaux
61. Thomas Becket, Becket ou l'honneur de Dieu, Jean Anouilh, m.e.s. Jean Anouilh/Roland Pietri, 27 settembre 1971
62. L'Impromptu de Marigny, Jean Poiret, m.e.s. Jacques Charon, 27 novembre 1974
63. Alceste, Le Misanthrope, Molière, m.e.s. Pierre Dux, 7 maggio 1977
64. Carlos Homenides de Histangua, La Puce à l'oreille, Georges Feydeau, m.e.s. Jean-Laurent Cochet, 1º dicembre 1978
65. Claudio, Les Caprices de Marianne, Alfred de Musset, m.e.s. François Beaulieu, 11 novembre 1980
66. le Commandant Mathieu, Le Voyage de Monsieur Perrichon, Eugène Labiche, m.e.s. Jean Le Poulain, 15 febbraio 1982

- Letteratura:
  - Dorante, La Critique de l'école des femmes (estratti), Molière, 20 ottobre 1956
  - Ariste, La Vengeance des Marquis, Villiers, 20 ottobre 1956
  - Anacréon (L'Amour mouillé), La Fontaine, 10 dicembre 1956

## Filmografia

### Cinema
- L'uomo e il diavolo (Le Rouge et le Noir), regia di Claude Autant-Lara (1954)
- Il figlio di Caroline chérie (Le Fils de Caroline chérie), regia di Jean-Devaivre (1955)
- Les Aristocrates, regia di Denys de La Patellière (1955)
- Bonjour Toubib, regia di Louis Cuny (1957)
- Le Bourgeois gentilhomme, regia di Jean Meyer (1958)
- Le Mariage de Figaro, regia di Jean Meyer (1959)
- Sexy girl (Voulez-vous danser avec moi?), regia di Michel Boisrond (1959)
- La corda tesa (La Corde raide), regia di Jean-Charles Dudrumet (1960)
- Ce soir ou jamais, regia di Michel Deville (1961)
- Le Pavé de Paris, regia di Henri Decoin (1961)
- I tre moschettieri (Les Trois mousquetaires: Première époque - Les ferrets de la reine), regia di Bernard Borderie (1961)
- La vendetta dei moschettieri (Les Trois mousquetaires: La vengeance de Milady), regia di Bernard Borderie (1961)
- Il sole sulla pelle (Le Soleil dans l'œil), regia di Jacques Bourdon (1962)
- Due per la strada (Two for the Road), regia di Stanley Donen (1967)
- L'Homme à la Buick, regia di Gilles Grangier (1968)
- La pulce nell'orecchio (A Flea in Her Ear), regia di Jacques Charon (1968)
- Con mia moglie è tutta un'altra cosa (Dis-moi que tu m'aimes), regia di Michel Boisrond (1974)
- Maître Pygmalion, regia di Hélène Durand e Jacques Nahum (1975)
- Attenti agli occhi, attenti al... (Attention les yeux!), regia di Gérard Pirès (1976)
- Le Couple témoin, regia di William Klein (1977)
- L'Horoscope, regia di Jean Girault (1978)
- Les Ringards, regia di Robert Pouret (1978) - non accreditato
- Zucchero (Le Sucre), regia di Jacques Rouffio (1978)
- Qu'est-ce qui fait craquer les filles..., regia di Michel Vocoret (1982)
- Scuola di nudisti (Mon curé chez les nudistes), regia di Robert Thomas (1982)
- L'Homme qui n'était pas là, regia di René Féret (1987)

### Televisione
- Doris, regia di Jean Vernier – film TV (1956)
- Le Menteur, regia di Claude Dagues – film TV (1956)
- Les Serments indiscrets, regia di Claude Dagues – film TV (1957)
- Voiture 7, place 15, regia di André Leroux – film TV (1958)
- Marie Stuart, regia di Stellio Lorenzi – film TV (1959)
- Les Trois Mousquetaires, regia di Claude Barma – film TV (1959)
- La Caméra explore le temps – serie TV, episodi 1x05-1x16 (1958-1960)
- Polyeucte, regia di Alain Boudet – film TV (1961)
- Un voisin sait tout, regia di Jean-Pierre Marchand – film TV (1961)
- Le Sexe faible, regia di Lazare Iglesis – film TV (1962)
- Le Maître de Ballantrae, regia di Abder Isker – film TV (1963)
- Arsenio Lupin (Arsène Lupin) – serie TV, 26 episodi (1971-1974)
- Le evasioni celebri (Les évasions célèbres) – serie TV, episodio L'evasione del duca di Beaufort (1972)
- Le Prince travesti – film TV (1972)
- Le Double Assassinat de la rue Morgue – film TV (1973)
- Molière pour rire et pour pleurer – serie TV (1973)
- Le Misanthrope – film TV (1977)
- Richelieu – serie TV (1977)
- Ce diable d'homme – serie TV (1978)
- Sam & Sally – serie TV, 12 episodi (1978-1980)
- Le Bourgeois gentilhomme – film TV (1981)
- Le Chef de famille – serie TV (1982)
- Les Caprices de Marianne – film TV (1982)
- Emmenez-moi au théâtre, Le voyage de Monsieur Perrichon – serie TV (1982)
- Champagne Charlie – film TV (1989)
- Quatre pour un loyer – serie TV (1995)
- Le Comédien – film TV (1996)

## Doppiatori italiani
- Sergio Graziani in Arsenio Lupin, Sam & Sally
- Nando Gazzolo in Sexy Girl
- Pino Locchi in I tre moschettieri
- Gianfranco Bellini in Due per la strada